# Птолемей VIII
Вижте пояснителната страница за други личности с името Птолемей.
Птолемей VIII Евригет II (на латински: Ptolemaeus VIII Euergetes II, на гръцки: Πτολεμαῖος Εὐεργέτης, Ptolemaĩos Euergétēs; * 180 пр.н.е. – 26 юни 116 пр.н.е.) e фараон от династията на Птолемеите в Египет. Управлява през 169 – 163 пр.н.е. и отново през 144 – 116 пр.н.е. Заради затлъстяването си получава подигравателното прозвище „Фискон“ (на гръцки: Φύσκων, Phúskōn, Physcon; т.е. „Мях“ или „Дебелак“). Древните източници приписват на Птолемей VIII чудовищна външност и безпощаден, отмъстителен характер.

## Произход и управление
Птолемей VIII е син на Птолемей V и Клеопатра I, дъщеря на Антиох III и Лаодика III.
Като по-малък брат на Птолемей VI от 170 пр.н.е. до 164 пр.н.е. Птолемей VIII Фискон става съвладетел с брат си и сестра си Клеопатра II. Когато чичо им Антиох IV Епифан напада Египет младият Фискон и сестра му са издигнати в късо време за владетели (фараони) в Александрия. Скоро Антиох IV е принуден да се изтегли от Египет и през май 163 пр.н.е. братята си разделят управлението. Фискон получава Киренайка.
Понеже Птолемей Фискон иска да владее Кипър, през 161 пр.н.е. делегация с Публий Апустий е изпратена от римския Сенат при младия Птолемей, които той изпраща обратно. В 156/155 пр.н.е. Филометор се опитва да го убие и той отива да се оплаче в Рим, в резултат на което получава съгласие за помощ. Вторият му опит да завладее Кипър също не успява. Брат му го залавя, но не го убива. Предлага му ръката на дъщеря си Клеопатра Теа и го изпраща обратно в Киренайка.
През 145 пр.н.е. умира брат му Птолемей VI Филометор и Птолемей VIII се връща в Египет като безспорен владетел. Жени се за сестра си и вдовицата на брат му Клеопатра II като убива в деня на сватбата (144 пр.н.е.) нейния син Птолемей VII.
Фискон се жени (141/140 пр.н.е.) за племенницата си и доведена дъщеря Клеопатра III без да се разведе от жена си (сестра му). Това води до големи конфликти между царуващите брат и сестра. През 131 пр.н.е. в Александрия избухва метеж сред народа, тълпата подпалва царския дворец, а Птолемей Фискон и втората му жена Клеопатра III напускат столицата и отиват в Кипър. Голяма част от Египет минава под властта на Клеопатра II и тя издига за цар Птолемей Мемфит, малолетния и син от Фискон. Редица антични автори потвържават, че по това време Птолемей Фискон заповядва да отвлекат и убият неговия син от сестра му Клеопатра II, а разчленения труп е подреден в кутия и изпратен на нейния рожден ден.
През 129 пр.н.е. Фискон възвръща Александрия с помощта на наемна войска и настъпва на юг срещу сестра си. Междуособната война между Птолемей VIII и Клеопатра II продължава от 130 пр.н.е. до ок. 124 пр.н.е., когато военните действия са прекратени, но официално е сключено примирие едва през 122/1 пр.н.е.
Птолемей VIII Фискон умира на 26 юни 116 пр.н.е., а след него умира и Клеопатра II. Тронът по негово желание наследява Клеопатра III, като тя трябва да даде трона на един от двата му сина – Птолемей IX и Птолемей X.